# Przywrotnik prawie nagi

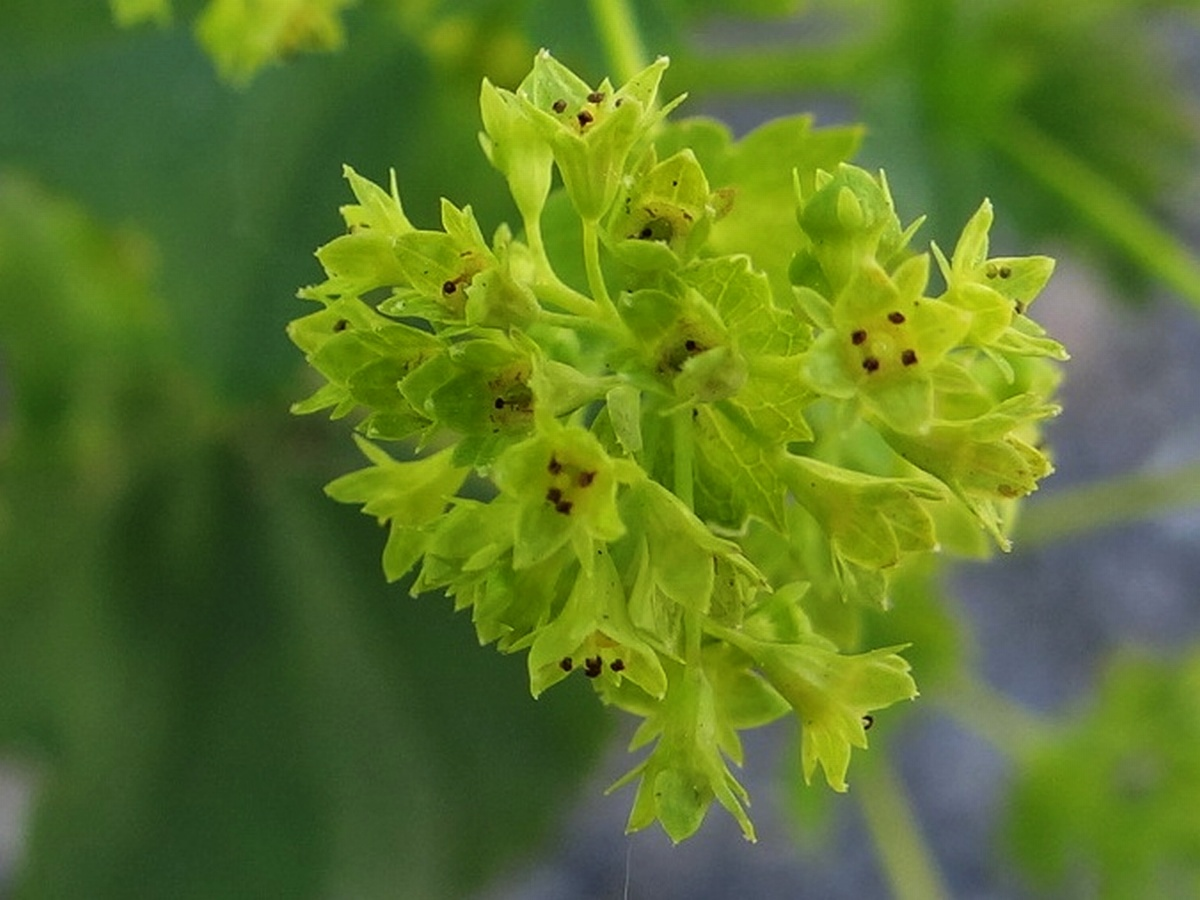
Kwiatostan

Przywrotnik prawie nagi (Alchemilla glabra Neygenf.) – gatunek rośliny wieloletniej z rodziny różowatych. Roślina dość powszechna w Europie. Obszar występowania rozciąga się od 70 równoleżnika na południe do Hiszpanii, Włoch i Bałkanów, na wschód do Łotwy i Litwy. W Niemczech, Austrii i Szwajcarii jest jednym z najczęstszych przedstawicieli rodzaju. Gatunek introdukowany do USA i Kanady.

## Morfologia
PokrójNiska roślina, cała żółtawo lub niebieskawozielona.
ŁodygaO wysokości (5)15–60 cm. Jej pierwsze międzywęźle jest owłosione, drugie jest nagie lub (czasami) rzadko owłosione.
LiścieNerkowate lub okrągławonerkowate, z szeroko otwartą zatoką przy nasadzie. Zazwyczaj są 9-klapowe i sfałdowane. Klapy ząbkowane są od samej nasady, wcięte na 1/3–1/4 blaszki. Brak całobrzegich wycięć między klapami. Na zewnętrznych liściach klapy są zaokrąglone, na wewnętrznych zazwyczaj trójkątne. Liście na górnej stronie nagie, na dolnej owłosione tylko na nerwach. U niektórych okazów wszystkie ogonki liściowe są owłosione, u niektórych tylko wewnętrzne.
KwiatyMałe, zielonożółte, o średnicy 3–4,5 mm. Kielich dzwonkowaty, długości ok. 1,5 mm. Kwitnie od maja do sierpnia.
Gatunki podobneAlchemilla xanthochlora, Alchemilla vestita.

## Biologia i ekologia
Bylina. W Polsce jest pospolita w Karpatach, Sudetach i w południowo-zachodniej części kraju, poza tym jest rzadka. Rośnie na łąkach, pastwiskach, brzegach potoków, w zaroślach. Gatunek charakterystyczny dla związku Rumicion alpini. 

## Zagrożenia
Gatunek umieszczony został na Czerwonej liście roślin i grzybów Polski (2006) i na obszarze Polski uznany za narażony na izolowanych stanowiskach, poza głównym obszarem występowania (kategoria zagrożenia [V]).